# Gonatium ensipotens
Gonatium ensipotens là một loài nhện trong họ Linyphiidae.
Loài này thuộc chi Gonatium. Gonatium ensipotens được Eugène Simon miêu tả năm 1881.